# 清家義雄
清家 義雄（せいけ よしお、1964年 - ）は、日本の実業家、平和紙業株式会社代表取締役社長。

## 人物・経歴
1964年、愛知県生まれ。1987年、立教大学法学部卒業。山陽国策パルプ（現日本製紙）入社。1993年平和紙業入社。2005年取締役、2014年専務。2015年5月代表取締役社長。